# Ernestas Galvanauskas
Ernestas Galvanauskas, född 20 november 1882 i Zizonys, Litauen, Kejsardömet Ryssland, död 24 juli 1967 i Aix-les-Bains, var en litauisk politiker, ingenjör, affärsman och diplomat. Han var Litauens premiärminister 1919–1920 och 1922–1924.
Galvanauskas blev tidigt en av ledarna för de litauiska självständighetssträvandena som medlem av demokratiska partiet, och tog del i revolutionen 1905. Efter ingenjörspraktik i Frankrike blev han 1919 medlem av litauiska delegationen  vid fredskonferensen i Paris. 1919-24 var han vid flera olika tillfällen premiär-, finans-, handels- eller utrikesminister. Galvanauskas spelade en framträdande roll vid grundandet och konsolideringen av staten och deltog som en av huvudpersonerna i nedslåendet av röda armén och polens anfall mot Litauen 1919 och 1920. Han var även aktiv vid fredsförhandlingarna med Sovjetunionen 1920 och 1922, inkallandet av en konstituerande nationalförsamling 1920, införandet av allmän värnplikt, grundandet av en statsbank och ett universitet i Kaunas 1922, jordreformen 1922 med mera. Särskilt uppmärksammade han den polska imperialismen, vilken han med framgång bekämpade bland annat inför nationernas förbund, där hade stor andel i utverkandet av att området Memelland införlivades med Litauen 1924. Galvanauskas var även upphovsman till huvudorganisatör av den litauiska jordbrukskooperationen. 1924-27 var Galvanauskas minister i London, och drog sig därefter tillbaka till privat verksamhet.